# زلاق
زلاق (به عربی: الزلاق) یک منطقه مسکونی در بحرین است که در جنوبیه واقع شده‌است.